# Martin Rauhaus
Martin Rauhaus (* 1958 in Iserlohn) ist ein deutscher Drehbuchautor.

## Leben
Martin Rauhaus war als Aufnahmeleiter und Regieassistent tätig und ist Drehbuchautor für Kino- und Fernsehfilme. Er schreibt seit 1990 Drehbücher für Kino und Fernsehen. Seit 2005 ist er Mitglied der Deutschen Filmakademie. Seine Filme wurden unter anderem mit dem Deutschen Filmpreis und der Goldenen Kamera ausgezeichnet. Er ist seit 2017 für die Drehbücher der Allmen-Reihe der ARD verantwortlich. Die Verfilmung seines Drehbuches Und wer nimmt den Hund? erhielt 2019 eine Romy-Nominierung in der Kategorie ‚Bestes Drehbuch Kinofilm‘. Für sein Drehbuch des Kinofilms Weißt du noch wurde Martin Rauhaus 2024 mit dem Bayerischen Filmpreis ausgezeichnet.
Martin Rauhaus lebt in Berlin.

## Filmografie (Drehbuch)
- 1991: Keep on Running
- 1992: Snowball (Lightmaker)
- 1994: Looosers!
- 1995: Diamanten küßt man nicht (SAT.1)
- 1997: Das merkwürdige Verhalten geschlechtsreifer Großstädter zur Paarungszeit
- 1997: Jimmy the Kid
- 1998: Picknick im Schnee
- 1999: Long Hello and short Goodbye
- 1999: Der Elefant in meinem Bett (ProSieben)
- 2001: Ein Yeti zum Verlieben (ProSieben)
- 2002: Candy (Fernseh-Produktion NDR)
- 2003: Wie tauscht man seine Eltern um? (ProSieben)
- 2003: Dann kamst du (NDR)
- 2003: Für immer im Herzen (WDR)
- 2004: Italiener und andere Süßigkeiten (ProSieben)
- 2004: Welcome Home
- 2004: Cowgirl
- 2005: Die Diebin und der General (ARD)
- 2005: Stürmisch verliebt (ProSieben)
- 2005: Die Luftbrücke – Nur der Himmel war frei (Sat1)
- 2005: Die andere Hälfte des Glücks (SWR)
- 2006: Winterreise
- 2006: Krieg der Frauen (ZDF)
- 2006: Geküsst wird vor Gericht
- 2007: Das 100 Millionen Dollar Date (Sat1)
- 2007: Frühstück mit einer Unbekannten (Sat1)
- 2008: Ein starker Abgang
- 2008: Dr. Molly & Karl (Sat1)
- 2009: Ein Hausboot zum Verlieben
- 2009: Sonntagsvierer
- 2009: Engel sucht Liebe
- 2010: Liebe am Fjord – Das Ende der Eiszeit (ARD)
- 2010: Mord hinterm Vorhang (SF / Schweizer Fernsehen)
- 2011: Die Wüstenärztin (ARD)
- 2011: Liebe am Fjord – Abschied von Hannah (ARD)
- 2011: Upgrade (KINO)
- 2012: Flirtcamp (Sat1)
- 2012: München 72 – Das Attentat
- 2012: Schleuderprogramm (ZDF)
- 2012: Familie Windscheidt – Der ganz normale Wahnsinn (ZDF)
- 2012: Und alle haben geschwiegen (ZDF)
- 2012: Liebe am Fjord – Die Frau am Strand (ARD)
- 2013: Adieu Paris
- 2013: Das Jerusalem-Syndrom
- 2014: Nichts für Feiglinge
- 2014: Nachbarn süß-sauer
- 2014: Die Insassen
- 2015: Der Bankraub
- 2015: Familienfest
- 2015: Die Eisläuferin
- 2015: Allmen und das Geheimnis des rosa Diamanten (ARD)
- 2015: Allmen und das Geheimnis der Libellen (ARD)
- 2016: Hilfe, wir sind offline!
- 2016: Hotel Heidelberg – Kramer gegen Kramer
- 2016: Hotel Heidelberg – Kommen und Gehen
- 2016: Hotel Heidelberg – Tag für Tag
- 2017: Das Kindermädchen: Mission Mauritius
- 2018: Hotel Heidelberg – Kinder, Kinder!
- 2018: Hotel Heidelberg – … Vater sein dagegen sehr
- 2018: Endlich Witwer (ZDF)
- 2018: Allmen und das Geheimnis der Dahlien (ARD)
- 2019: Ein ganz normaler Tag
- 2019: Und wer nimmt den Hund?
- 2019: Hotel Heidelberg: … Wer sich ewig bindet
- 2019: Hotel Heidelberg: Wir sind die Neuen
- 2020: Anna und ihr Untermieter: Aller Anfang ist schwer (ARD)
- 2021: Tatort: Murot und das Prinzip Hoffnung
- 2022: Anna und ihr Untermieter: Dicke Luft (ARD)
- 2023: Weißt du noch
- 2023: Anna und ihr Untermieter: Wenn du träumst von der Liebe (ARD)
- 2023: Abenteuer Weihnachten – Familie kann nie groß genug sein (Fernsehfilm)
- 2023: Allmen und das Geheimnis des Koi (Fernsehreihe)
- 2025: Anna und ihr Untermieter: Plötzlich Schwiegermutter (ARD)

## Auszeichnungen
- 1993: Drehbuchpreis Nordrhein-Westfalen für Time Job (Co-Autor Christopher Roth)
- 1998: Hello and short Goodbye: Nominierung Drehbuchpreis des BMI
- 2013: Festival des deutschen Films - Ludwigshafener Drehbuchpreis für Adieu Paris
- 2017: Deutscher Fernsehpreis - Bester Fernsehfilm für Familienfest
- 2024: Bayerischer Filmpreis - Bestes Drehbuch für Weißt du noch